# Прыжки в воду на летних юношеских Олимпийских играх 2018
Соревнования по прыжкам в воду на летних юношеских Олимпийских играх 2018 года пройдут с 13 по 17 октября в парке Polideportivo Roca Буэнос-Айреса, столицы Аргентины. Будут разыграны 5 комплектов наград: у юношей и девушек на трёхметровом трамплине и десятиметровой вышке, а также пройдёт командный турнир. В соревнованиях, согласно правилам, смогут принять участие спортсмены, рождённые в период с 1 января 2001 года по 31 декабря 2002 года.

## История
Прыжки в воду являются основным видом программы, который дебютировал на I летних юношеских Олимпийских играх в Сингапуре. 
По сравнению с прошлыми играми 2014 года программа соревнований осталась прежней. Из девяти разыгранных комплектов наград за всю историю юношеских Олимпийских игр 8 золотых медалей завоевали спортсмены Китая.  

## Квалификация
От каждого Национального олимпийского комитет (НОК) могут быть заявлены 2 юноши и девушки, по одному в каждой дисциплине. На правах страны-организатора Игр Аргентина получила четыре квоты. 8 спортсменов (по 2 в каждом соревновании) определены трёхсторонней комиссией. Остальные 36 мест определены на чемпионате мира по прыжкам в воду среди юниоров.
Общее число спортсменов, которые выступят на соревнованиях, было определено Международным олимпийским комитетом и составило 48 человек (24 юноши и 24 девушки).

## Календарь
| ЦО | Церемония открытия | ● | Квалификации | 2 | Финалы соревнований | ЦЗ | Церемония закрытия |

| Октябрь       | 06 Сб | 07 Вс | 08 Пн | 09 Вт | 10 Ср | 11 Чт | 12 Пт | 13 Сб | 14 Вс | 15 Пн | 16 Вт | 17 Ср | 18 Чт | Соревнования |
| ------------- | ----- | ----- | ----- | ----- | ----- | ----- | ----- | ----- | ----- | ----- | ----- | ----- | ----- | ------------ |
| Прыжки в воду | ●     |       |       |       |       |       |       | 1     | 1     | 1     | 1     | 1     | ●     | 5            |

## Медалисты

### Юноши
| Дисциплина    | Золото | Золото | Серебро       | Серебро | Бронза | Бронза |
| ------------- | ------ | ------ | ------------- | ------- | ------ | ------ |
| Трамплин, 3 м |        |        |               |         |        |        |
| Вышка, 10 м   |        |        | Лянь Цзюньцзе |         |        |        |

### Девушки
| Дисциплина    | Золото | Золото | Серебро       | Серебро | Бронза | Бронза |
| ------------- | ------ | ------ | ------------- | ------- | ------ | ------ |
| Трамплин, 3 м |        |        | Ульяна Клюева |         |        |        |
| Вышка, 10 м   |        |        |               |         |        |        |

### Командные соревнования
| Дисциплина                       | Золото | Золото | Серебро | Серебро | Бронза | Бронза |
| -------------------------------- | ------ | ------ | ------- | ------- | ------ | ------ |
| Смешанные командные соревнования |        |        |         |         |        |        |